# Helictopleurus carbonarius
Helictopleurus carbonarius là một loài bọ cánh cứng trong họ Bọ hung (Scarabaeidae).